# Мала тумба (Трън)
 Вижте пояснителната страница за други значения на Тумба.
Мала тумба (на македонска литературна норма: Мала Тумба) е важен археологически обект, селище от Новокаменната епоха (Неолита), край битолското село Трън, Северна Македония.

## Местоположение
Намира се на около 1 κm североизточно от селото, непосредствено до Голема тумба.

## Характеристики
Има неправилна елипсовидна основа с посока север-юг, с размери 160 × 210 m и запазена височина 1,5 m. Тумбата е силно повредена, особено в източната половина, от изграждането на напоителния канал и прокарването на пътя Новаци-Радобор. Цялостно заравнена е при изграждането на хангар за съхранение на селскостопанска техника. В 1973 година Народният музей в Битоля извършва защитни археологически разкопки, по време на които е открит културен слой от 2 m, с два жилищни хоризонта, изпълнени с богат материал (керамични съдове, инструменти, култови предмети и други). Първият хоризонт принадлежи към среднонеолитните селища от Велушко-Породинската група, а вторият към Късния неолит. Според тези находки Късният неолит в Пелагония се обособява като специална културна група, наречена Мала Трънска тумба, която е съвременна и много близка до къснонеолитните групи от западноадриатическия културен кръг. Находките се съхраняват в Института и музей в Битоля.